# Связка (анатомия)
Связка (лат. ligamentum) — плотное образование из соединительной ткани, скрепляющее части скелета или внутренние органы.
Представляют собой плотные тяжи из соединительной ткани, соединяющие кости между собой или удерживающие внутренние органы в определенном положении. По функции различают связки, укрепляющие сочленения костей, тормозящие или направляющие движения в суставах. Выделяют также связки, обеспечивающие поддержание стабильного положения внутренних органов.
Повреждение связок приводит к нарушению этих функций, развивается нестабильность суставов, возможно смещение внутренних органов. Наиболее частым повреждением связок является их растяжение (травма, возникающая в результате того, что связка испытывает нагрузку, превышающую её прочностные характеристики). В связках находится большое количество нервных окончаний, поэтому растяжение связок всегда сопровождается сильной болью. При растяжении связок в течение первых трёх дней нарастает отёк в области поражения, отмечается местное повышение температуры, могут быть гиперемия и кровоизлияние в мягкие ткани.
Связки отличаются от сухожилий преобладанием эластических волокон. Поэтому они менее прочны, чем сухожилия, однако обладают высокой гибкостью. Эластические волокна в связке расположены параллельно друг другу, но пучков не образуют. Каждое волокно окружено тонкой прослойкой рыхлой соединительной ткани, в которой присутствуют фиброциты и тонкие коллагеновые волокна. Снаружи связка также покрыта рыхлой соединительной тканью.